# Nicolas Ier Joseph Esterházy
Pour les articles homonymes, voir Esterházy.
Nicolas Ier Joseph Esterházy  (hongrois : Esterházy I. Miklós, allemand : Nikolaus I. Joseph Fürst Esterhazy), né le 18 décembre 1714 à Vienne et mort le 28 septembre 1790 à Vienne, prince hongrois (1762-1790), membre de la famille Esterházy, est un Generalfeldmarschall KuK, un homme politique et un mécène hongrois. Il est surnommé « Nicolas le Magnifique » en raison de la construction de son palais (le palais Esterházy), de ses vêtements extravagants et de son amour pour l'opéra et l'art.  

## Biographie
Colonel pendant de la guerre de Sept Ans, il s'y distingue brillamment lors de la bataille de Kolin (1757) puis est nommé Generalfeldmarschall ; il fut capitaine de la Garde du corps royale hongroise de 1773 à 1787.
Il fut le protecteur du compositeur Joseph Haydn qui composa à son intention 175 pièces pour le baryton.
Il était chevalier de l'ordre de la Toison d'or et commandeur de l'ordre militaire de Marie-Thérèse. Il était le frère cadet du prince Paul II Anton Esterházy.

## Famille
Nicolas est le fils de József I (de) (1688-1721), colonel et troisième prince Esterházy, et de la baronne Maria Octavia née von Gilleis (1688-1762). Il épouse Marie Elisabeth von Weissenwolf, sœur du comte du Saint-Empire Ferdinand Ungnad von Weissenwolff, avec laquelle il a trois enfants dont le Generalfeldmarschall Anton Esterházy (en). Il est le grand-père de Nicolas II.